# حاجی‌علی‌بیگ‌کندی
حاجی‌علی‌بیگ‌کندی یکی از روستاهای استان آذربایجان شرقی است که در دهستان اوچ‌هاچا بخش مرکزی شهرستان اهر واقع شده‌است.